# Бальово
Село Бальово се намира в Западна България, област Кюстендил, община Бобошево.

## Статут
Селото е обезлюдено, поради което не се води в статистическата и административната отчетност на страната.
Няма данни за Бальово като съществуващо или заличено населено място в Националния регистър на населените места, воден от Националния статистически институт съгласно Закона за административно-териториалното устройство на Република България.

## География
Бальово се намира в планински район.

## История
Първоначално селото възниква като махала на село Вуково в края на 18 в. Постепенно все повече хора започват да се заселват, за да бъдат по-близо до земите, които обработват. Така в края на 19 – началото на 20 век в селото има 15 къщи и 70 жители.
Към 2024г е запазена само една къща, построена около 1920 година. В нея през последната седмица на месец юни се организира ежегодна родова среща на миладинския род и се дава курбан за здраве.

## Природни забележителности
Най-голямата природна забележителност в землището на Бальово е връх Поглед – макар че е с надморка височина само около 925 м, от там се открива прекрасна гледка към полите на Рила и връх Фенерка, към Коньовска планина, и почти цялото кюстендилско поле.